# 蓋瑟爾塔爾湖

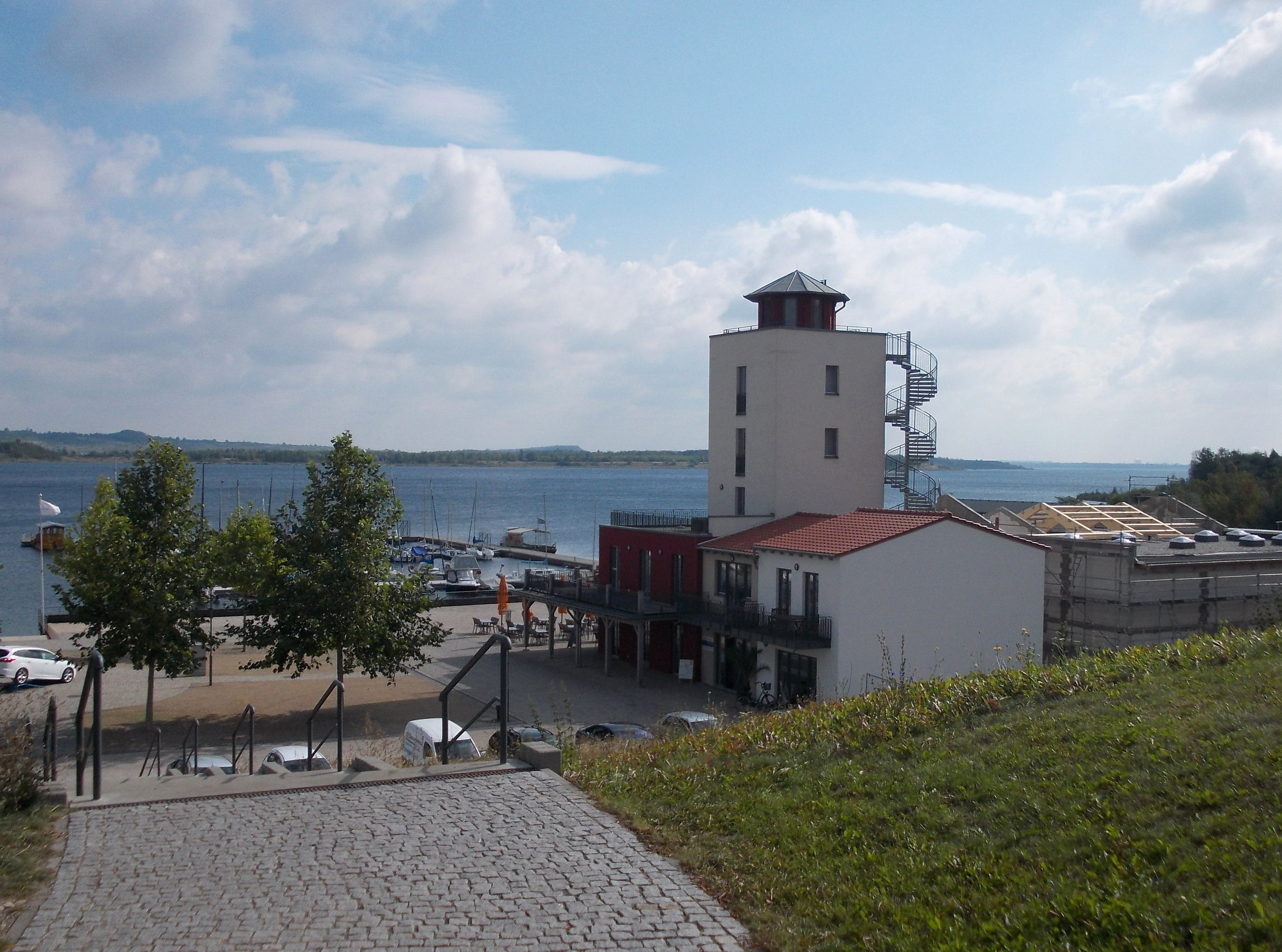

51°18′28.67″N 11°53′7.32″E / 51.3079639°N 11.8853667°E
蓋瑟爾塔爾湖（德語：Geiseltalsee），是德國的湖泊，位於該國東北部，由薩克森-安哈爾特州負責管轄，長7.3公里、寬3.5公里，面積18.4平方公里，海拔高度98米，最大水深78米，湖岸線長度41公里。